# Planes para mañana
Planes para mañana és una pel·lícula dirigida per Juana Macías Alba protagonitzada per Carme Elías, Goya Toledo, Ana Labordeta i Aura Garrido.

## Producció

### Guió
La directora explica que es narren les històries quotidianes i reals que li passen a qualsevol, la història gira principalment entre tres dones l'edat de les quals oscil·la entre els 40 i els 50 anys.

### Rodatge
El rodatge ha estat portat a Càceres, la Junta d'Extremadura va subvencionar amb 300.000 euros a la pel·lícula perquè pogués ser rodada en aquesta localitat. Les primeres escenes es van filmar en un pis de la zona alta de Montesol, al Districte Nord de la ciutat, en un edifici de nous habitatges encara per habitar situat en el número set del carrer de Las Avutardas, altres localitzacions de la ciutat han estat: l'hospital Virgen de la Montaña, el instituto El Brocense o el Centro de Cirugía de Mínima Invasión, el passeig de Cánovas, el carrer San Pedro de Alcántara o l'avinguda d'Alemania. Els escenaris han estat triats per Film Commission d'Extremadura, a través de la immobiliària Cuning, que qualifica la directora de la cinta com a "ideals per la pel·lícula, ja que s'ajusten perfectament als personatges, i que atorga el to urbà exacte que vull oferir s la cinta".
Leonor Flores, consellera de Cultura i Turisme, afirma que aquesta pel·lícula és un clar exemple que a Extremadura pot fer-se cinema i espera que serveixi de promoció per a la comunitat.

## Sinopsi
Quatre dones s'enfronten al dia més important de la seva vida, un dia en què han de decidir si començar de nou o continuar amb la seva dura rutina. Inés intenta afrontar les seves disputes familiars i professionals en descobrir, als gairebé 40 anys, que està embarassada. Antonia es retroba amb un vell amor que la porta a replantejar-se la seva realitat familiar. Marian ha de meditar si li dona una altra oportunitat al seu violent marit i Mónica sofreix una pèrdua inesperada que alimenta el seu desig de venjança.

## Repartiment
Les quatre dones protagonistes són de diferents generacions i situacions vitals molt diferents", però en les seves històries es troba «un rerefons comú: el retrat d'una dona que ha conquistat el dret a triar com vol viure la seva vida, i que ha d'exercir-lo prenent les seves pròpies decisions i assumint els seus propis riscos».
- Carme Elias interpreta Antonia, qui es troba davant el dilema d'escollir-se a ella mateixa o a la seva família.[4]
- Goya Toledo interpreta Inés, qui cerca l'última oportunitat per ser mare.[4]
- Ana Labordeta interpreta a Marian, qui es troba amb una relació abusiva que l'està destruint.[4]
- Aura Garrido interpreta Mónica, una adolescent que haurà de madurar.[4]

## Recepció

### Crítica
La pel·lícula va rebre una valoració postiva per part de la crítica, la pàgina web Sensacine.com va recopilar un total de cinc crítiques sobre ella rebent una nota mitjana de 3 sobre 5.

### Premis
- Premis Goya: Nominacions a la millor actriu revelació (Aura Garrido) i millor direcció novella.
- Medalles del Cercle d'Escriptors Cinematogràfics: Premi revelació (Juana Macías, Aura Garrido estava nominada en la mateixa categoria).
- Premis Turia: Millor òpera prima.
- Unión de Actores: Nominació a la millor actriu revelació (Aura Garrido)
- Festival de Màlaga: Millor actriu de repartiment (Aura Garrido), millor direcció i millor guionista novella.
- Primavera Cinematogràfica de Lorca: Millor pel·lícula i millor actriu (a les quatre protagonistes: Carme Elías, Goya Toledo, Ana Labordeta i Aura Garrido).[3]

També participarà als Festivals de Mont-real i de Londres.

### Estrena
La seva preestrena es va produir a Càceres el 12 de novembre de 2010 i es va estrenar a les sales comercials de tot Espanya el 19 de novembre.